# 戈羅季謝 (安德魯紹夫卡區)
49°58′51″N 29°10′57″E / 49.98083°N 29.18250°E
戈羅季謝（烏克蘭語：Городище），是烏克蘭北部的村莊，隸屬日托米爾州的別爾季切夫區。該村面積17平方公里，海拔高度245米，2001年人口227，人口密度每平方公里13.35人。